# Jan Furman
Jan Furman ist ein ehemaliger polnischer Skispringer und Skisprungtrainer.

## Werdegang
Furman trat erstmals am 30. Januar 1955 bei einem internationalen Sprungwettbewerb in Erscheinung, als er in Moskau den vierzehnten Platz belegte. Seinen größten Erfolg feierte Furman im Rahmen der Schweizer Springertournee 1957. Während er in Arosa als Vierter das Podest knapp verpasste, wurde er bei der dritten Station in Le Locle Zweiter. Auch bei den internationalen Sprungläufen im Februar 1957 in St. Moritz sowie im Januar 1959 in Mátraháza wurde Furman Zweiter.
Bei den polnischen Meisterschaften 1959 in Zakopane belegte Furman den zweiten Platz von der Wielka Krokiew hinter Zdzisław Hryniewiecki und gewann somit seine einzige nationale Medaille. 
Nach seiner aktiven Karriere blieb Furman dem Sport als Trainer erhalten. So trainierte er unter anderem den Polen Stanisław Bobak.

## Statistik

### Schweizer-Springertournee-Platzierungen
| Saison | Platz | Punkte |
| ------ | ----- | ------ |
| 1957   | 31.   | 622,0  |
| 1959   | 17.   | 762,7  |

### Beskiden-Tour-Platzierungen
| Saison | Platz | Punkte |
| ------ | ----- | ------ |
| 1959   | 07.   | 402,0  |
| 1961   | 05.   | 425,5  |
| 1962   | 19.   | 377,3  |